# توبشام (فيرمونت)
توبشام (بالإنجليزية: Topsham, Vermont)‏ هي بلدة تقع بولاية فيرمونت في الولايات المتحدة. تبلغ مساحتها 126.9 (كم²)، وترتفع عن سطح البحر 366 م، بلغ عدد سكانها 1142 نسمة في عام 2000 حسب إحصاء مكتب تعداد الولايات المتحدة وتصل الكثافة السكانية فيها 9 نسمة/كم2.

## الجغرافيا
تبلغ مساحة البلدة 49.0 ميل مربع (126.9 كـم2) بحسب مكتب تعداد الولايات المتحدة، ومنها 48.9 ميل مربع (126.7 كـم2) أراضٍ بريَّة، إضافةً إلى 0.1 ميل مربع (0.1 كـم2) (بنسبة 0.10%) مياه. يتدفق نهر ويتس (Waits River) عبر القسم الغربي من توبشام.

## أصول السكان
أكبر مجموعات أصول السكان تبعاً بما أفاد به السكان في توبشام هي:
- أصول إنجليزية - بنسبة 26%
- أصول فرنسية (مع استثناء الباسكية) - بنسبة 13%
- أصول أيرلندية - بنسبة 11%
- أصول اسكتلندية - بنسبة 10%
- أصول ألمانية - بنسبة 4%
- أصول اسكتلندية-أيرلندية - 4%
- أصول إيطالية - بنسبة 3%
- أصول بولندية - بنسبة 2%
- أصول هولندية - بنسبة 1%

## أعلام
- جيمس هاميلتون بيبودي

## وصلات خارجية
- The US50 - Cities and Towns in Vermont State
- Vermont Cities and Towns, Facts, Map, Flag, Colleges, Government, and More